# Comité Paralímpico de Bosnia y Herzegovina
El Comité Paralímpico de Bosnia y Herzegovina es el comité paralímpico nacional que representa a Bosnia y Herzegovina. Esta organización es la responsable de las actividades deportivas paralímpicas en el país. Es miembro del Comité Paralímpico Internacional y del Comité Paralímpico Europeo.